# Eliška Klučinová
Eliška Klučinová (phát âm tiếng Séc: [ˈɛlɪʃka ˈklutʃɪnovaː]; sinh ngày 14 tháng 4 năm 1988) là một nữ vận động viên điền kinh người Cộng hòa Séc nổi bật ở nội dung bảy môn phối hợp. Năm 2007, cô giành huy chương bạc tại giải Giải vô địch U-20 điền kinh châu Âu tổ chức ở Hengelo.

## Sự nghiệp
Tại Giải vô địch U-20 điền kinh châu Âu năm 2007 ở Hengelo, Klučinová về nhì ở nội dung ba môn phối hợp với tổng số điểm là 5709.
Tại Giải vô địch điền kinh thế giới 2009 ở Berlin, Klučinová xếp thứ 23 chung cuộc ở nội dung ba môn phối hợp với 5505 điểm.
Klučinová đã cân bằng kỷ lục quốc gia ở 22 tuổi, nội dung ba môn phối hợp với tổng số điểm là 6268 tại TNT – Fortuna Meeting 2010 ở Kladno. Klučinová được chín tuần tuổi khi Zuzana Lajbnerová lập kỷ lục vào năm 1988.
 Hai năm sau, cũng ở giải đấu đó, cô đã có thể phá kỷ lục quốc gia với tổng số điểm là 6283. 
Kể từ đó, cô đã lập nên hai kỷ lục quốc gia mới.

## Thành tích
| Năm                       | Giải đấu                                  | Địa điểm                   | Thứ hạng                  | Nội dung                  | Chú thích                 |
| Đại diện cho Cộng hòa Séc | Đại diện cho Cộng hòa Séc                 | Đại diện cho Cộng hòa Séc  | Đại diện cho Cộng hòa Séc | Đại diện cho Cộng hòa Séc | Đại diện cho Cộng hòa Séc |
| ------------------------- | ----------------------------------------- | -------------------------- | ------------------------- | ------------------------- | ------------------------- |
| 2005                      | Giải vô địch điền kinh trẻ thế giới       | Marrakech, Maroc           | Thứ 8                     | Bảy môn phối hợp          | 5249                      |
| 2006                      | Giải vô địch điền kinh trẻ thế giới       | Bắc Kinh, Trung Quốc       | Thứ 8                     | Bảy môn phối hợp          | 5468 điểm, PB             |
| 2007                      | Giải vô địch điền kinh trẻ thế giới       | Hengelo, Hà Lan            | Thứ 2                     | Bảy môn phối hợp          | 5709                      |
| 2009                      | Giải vô địch điền kinh U-23 châu Âu       | Kaunas, Litva              | Thứ 4                     | Bảy môn phối hợp          | 6015 điểm, PB             |
| 2009                      | Giải vô địch điền kinh thế giới           | Berlin, Đức                | Thứ 23                    | Bảy môn phối hợp          | 5505 điểm                 |
| 2010                      | TNT – Fortuna Meeting                     | Kladno, Cộng hòa Séc       | Thứ 1                     | Bảy môn phối hợp          | 6268, =NR                 |
| 2010                      | Giải vô địch điền kinh châu Âu            | Barcelona, Tây Ban Nha     | Thứ 7                     | Bảy môn phối hợp          | 6187 điểm                 |
| 2012                      | TNT – Fortuna Meeting                     | Kladno, Cộng hòa Séc       | Thứ 1                     | Bảy môn phối hợp          | 6283, NR                  |
| 2012                      | Giải vô địch điền kinh châu Âu            | Helsinki, Phần Lan         | Thứ 8                     | Bảy môn phối hợp          | 6151 điểm                 |
| 2012                      | Thế vận hội Mùa hè                        | London, Vương quốc Anh     | Thứ 18                    | Bảy môn phối hợp          | 6109 điểm                 |
| 2014                      | TNT – Fortuna Meeting                     | Kladno, Cộng hòa Séc       | Thứ 1                     | Bảy môn phối hợp          | 6460, NR                  |
| 2014                      | Giải vô địch điền kinh châu Âu            | Zürich, Thụy Sĩ            | –                         | Bảy môn phối hợp          | Không hoàn thành          |
| 2015                      | Giải vô địch điền kinh trong nhà châu Âu  | Praha, Cộng hòa Séc        | Thứ 3                     | Bảy môn phối hợp          | 4687 điểm NR              |
| 2015                      | Giải vô địch điền kinh thế giới           | Bắc Kinh, Trung Quốc       | Thứ 13                    | Bảy môn phối hợp          | 6247 điểm                 |
| 2016                      | Thế vận hội Mùa hè                        | Rio de Janeiro, Brasil     | Thứ 22                    | Bảy môn phối hợp          | 6077 điểm                 |
| 2017                      | Giải vô địch điền kinh thế giới           | London, Vương quốc Anh     | Thứ 10                    | Bảy môn phối hợp          | 6313 điểm                 |
| 2018                      | Giải vô địch điền kinh trong nhà thế giới | Birmingham, Vương quốc Anh | Thứ 4                     | Năm môn phối hợp          | 4579 điểm                 |
| 2019                      | Giải vô địch điền kinh trong nhà châu Âu  | Glasgow, Vương quốc Anh    | Thứ 10                    | Năm môn phối hợp          | 3518 điểm                 |